# Autostrada A4 (Polska)

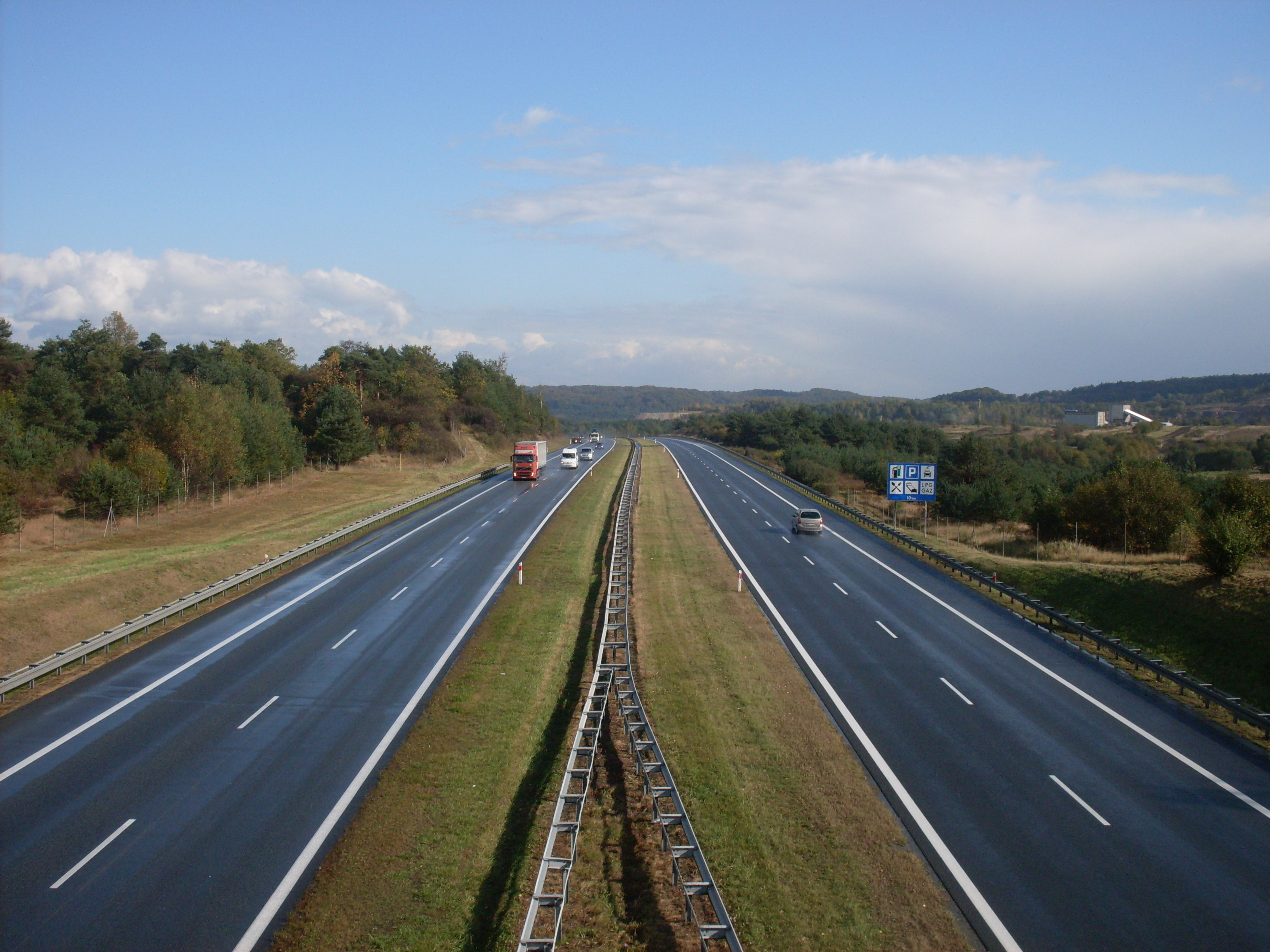
Autostrada w Zalasie – widok w kierunku Krakowa (wschodnim)

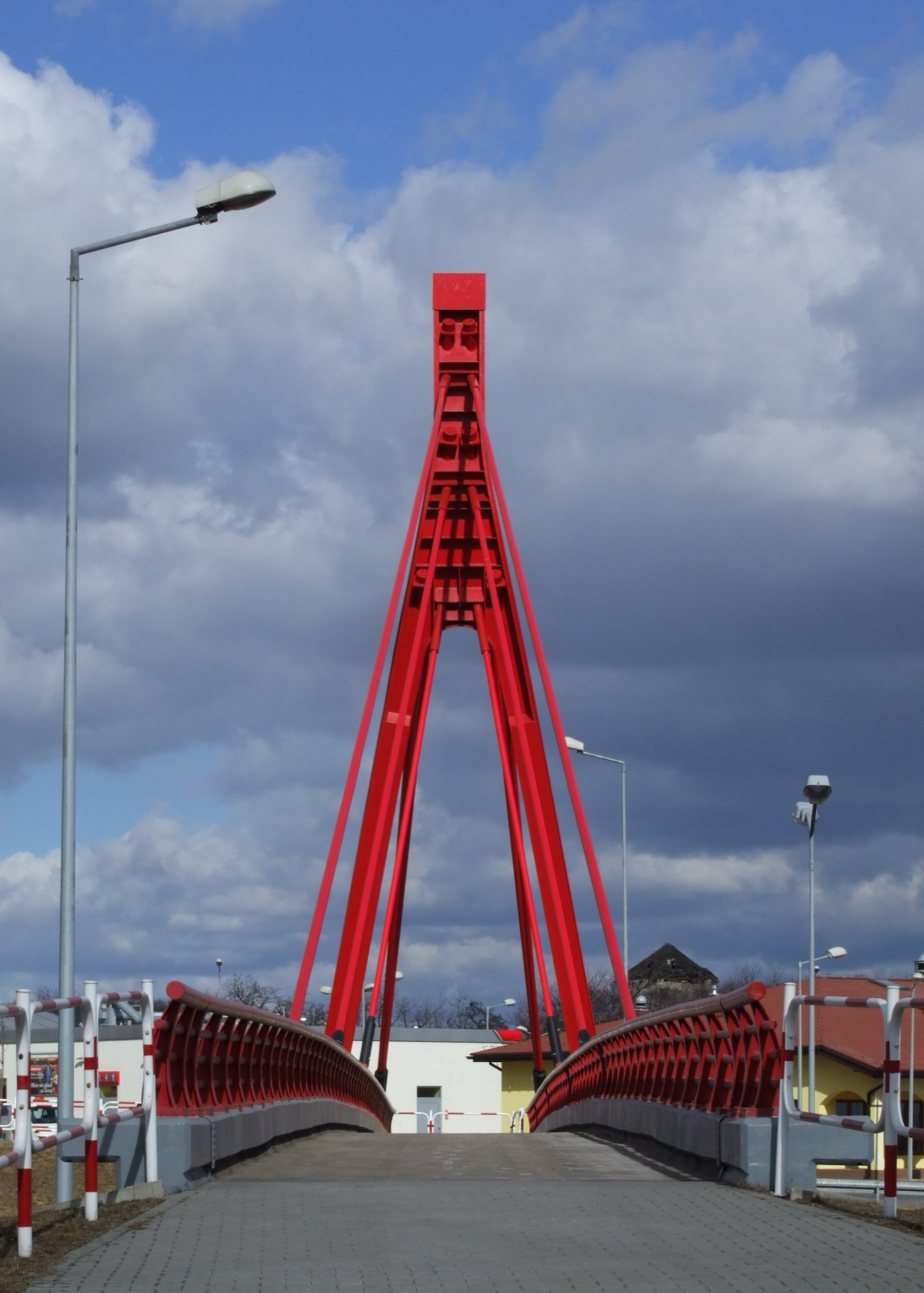
Wiadukt nad autostradą między MOP-ami Góra Świętej Anny i Wysoka

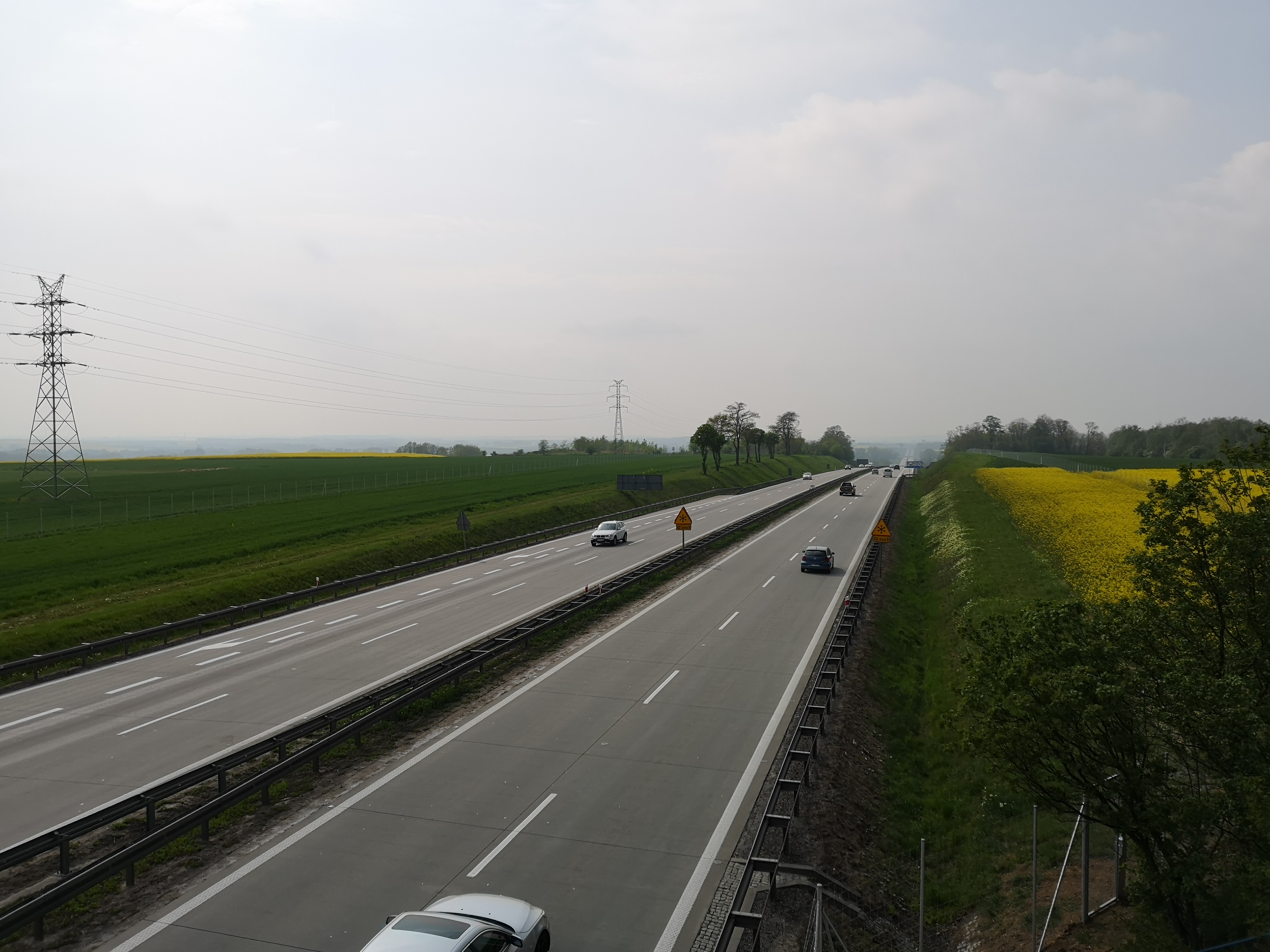
Odcinek A4 w stronę Zgorzelca przy węźle Legnickie Pole. Ta część trasy pozbawiona jest pasa awaryjnego (od węzła Bielany Wrocławskie do węzła Krzyżowa).

Autostrada A4 – najdłuższa autostrada w Polsce o długości 667 km prowadząca z zachodu na wschód przez południową Polskę (wzdłuż Sudetów i Karpat). Należy do III Paneuropejskiego Korytarza Transportowego. Kontynuując bieg niemieckiej autostrady A4 z kierunku Drezna, na terenie Polski przebiega od granicy z Niemcami w Jędrzychowicach koło Zgorzelca poprzez Bolesławiec, Legnicę, Wrocław, Opole, Gliwice, Katowice, Jaworzno, Kraków, Tarnów, Dębicę, Rzeszów, Jarosław do przejścia granicznego z Ukrainą Korczowa – Krakowiec. Autostrada A4 jest drugą (po drodze ekspresowej S7) pod względem długości drogą szybkiego ruchu w kraju.
W okolicy Bolesławca (węzeł Krzyżowa) A4 łączy się z autostradą A18 prowadzącą do granicy z Niemcami w Olszynie (kierunek Berlin).
Na węźle Legnica Południe krzyżuje się z drogą ekspresową S3.
Na węźle Wrocław Południe krzyżuje się z autostradą A8 (Autostradową Obwodnicą Wrocławia).
Kolejnym ważnym węzłem jest węzeł Gliwice Sośnica, gdzie A4 przecina szlak biegnącej południkowo autostrady A1 (Rusocin – Gorzyczki).
W Katowicach węzeł Katowice Murckowska łączy autostradę A4 (Aleja Górnośląska) i drogę krajową nr 86 (ulica Murckowska). Codziennie przez węzeł przejeżdża około 100 tysięcy samochodów.
Z drogą krajową nr 94 autostrada A4 krzyżuje się aż na pięciu węzłach – Zgorzelec, Krzywa, Kraków Wielicka, Jarosław Zachód oraz Korczowa.
Od 2000 roku jest częścią drogi krajowej nr 4, wcześniej stanowiła odrębną arterię. Od 20 lipca 2016 roku jest tożsama z drogą krajową nr 4.
Bezpłatną alternatywę dla autostrady A4 stanowi droga krajowa nr 94.

## Trasy europejskie
A4 na całej długości jest częścią drogi międzynarodowej E40 oraz na odcinku Mysłowice – Balice E462. Według oficjalnej listy oraz mapy sieci tras europejskich po śladzie autostrady od węzła Krzyżowa (A4/A18) do Legnicy wytyczono przebieg trasy E36. Do 1983 roku arteria była fragmentem polskiego odcinka szlaku międzynarodowego E22.

## Poszczególne odcinki
| Odcinek | Długość  | Oddanie do użytku | Uwagi |
| --- | -------- | ----------------- | --- |
| Jędrzychowice (granica) – Zgorzelec | 1,7 km   | 1996              | |
| Zgorzelec – Wykroty (Węgliniec) – Krzyżowa (Bolesławiec)                                                                                                 | 49,7 km  | 2009              | |
| Krzyżowa – Krzywa – Legnica – Bielany Wrocławskie (Wrocław)                                                                                              | 99 km    | 1936–1937         | nawierzchnia zmodernizowana w latach 2005–2006, bez pasów awaryjnych (ograniczenie prędkości do 110 km/h); planowana przebudowa do 3 pasów ruchu z pasem awaryjnym |
| Bielany Wrocławskie (Wrocław) – Owczary (Brzeg) – Brzeg – Prądy (Opole Zach.) – Dąbrówka (Prószków) – Nogowczyce (Strzelce Opolskie) – Gliwice Kleszczów | 143 km   | 2003              | niektóre odcinki zbudowane jako jednojezdniowe przed 1945 |
| Gliwice Kleszczów – Gliwice Sośnica (A1) – Chorzów Batory – Katowice Murckowska                                                                          | 43 km    | 2005              | |
| Katowice Murckowska – Mysłowice – Jaworzno Byczyna – Chrzanów – Balice (Kraków Zach.)                                                                    | 62 km    | 1996              | |
| płd. obwodnica Krakowa (Balice – Tyniecka – Sidzina – Opatkowice – Wielicka)                                                                             | 24 km    | 2003              | |
| Kraków Wielicka (Wieliczka) – Targowisko (Gmina Kłaj) | 19,9 km  | 2009              | |
| Targowisko – Bochnia – Brzesko – Tarnów Północ | 56,8 km  | 2012              | |
| Tarnów Północ – Dębica Wschód | 34,8 km  | 2014              | |
| Dębica Wschód – Rzeszów Zachód | 32,75 km | 2013              | |
| Rzeszów Zachód – Rzeszów Północ | 4 km     | 2013              | |
| Rzeszów Północ – Rzeszów Wschód | 6,9 km   | 2012              | |
| Rzeszów Wschód – Jarosław Zachód | 41,2 km  | 2016              | |
| Jarosław Zachód – Przemyśl | 25 km    | 2013              | |
| Przemyśl – Korczowa (granica) | 22 km    | 2013              | |

Długość: 667 km

## Węzły z drogami klasy A i S
| Nazwa                  | Drogi | Miejscowość          | Schemat | Typ                           | Wiadukty | Otwarto |
| ---------------------- | ----- | -------------------- | ------- | ----------------------------- | -------- | ------- |
| Krzyżowa               | E36   | Bolesławiec          |         | trąbka                        | 2        | 2009    |
| Legnica Południe       | E65   | Szymanowice          |         | podwójna trąbka               | 2        | 2018    |
| Wrocław Południe       | E67   | Nowa Wieś Wrocławska |         | mieszany (koniczynka-turbina) | 6        | 2011    |
| Gliwice Sośnica        |       | Gliwice              |         | mieszany                      | 11       | 2005    |
| Mysłowice Brzęczkowice | E75   | Mysłowice            |         | koniczynka                    | 2        | 2000    |
| Balice I               | E77   | Kraków               |         | trąbka                        | 2        | 1986    |
| Kraków Bieżanów        |       | Kraków               |         | trąbka                        | 2        | 2010    |
| Rzeszów Zachód         | E371  | Mrowla               |         | podwójna trąbka               | 2        | 2013    |
| Rzeszów Wschód         |       | Terliczka            |         | podwójna trąbka               | 6        | 2012    |

## Opłaty
| Odcinek                                      | Zarządca                                      | Ręczny pobór opłat                          | Ręczny pobór opłat | Ręczny pobór opłat | Elektroniczny pobór opłat                                                                                        | Elektroniczny pobór opłat                                                                                        |
| Odcinek                                      | Zarządca                                      | Stan                                        | Data wprowadzenia  | Data wyłączenia    | dla pojazdów ≥3,5 t i autobusów                                                                                  | dla wszystkich pojazdów                                                                                          |
| -------------------------------------------- | --------------------------------------------- | ------------------------------------------- | ------------------ | ------------------ | --- | --- |
| granica państwa – Jędrzychowice – Zgorzelec  | Generalna Dyrekcja Dróg Krajowych i Autostrad | nieprzystosowany                            | –                  | –                  | od 1 lipca 2011                                                                                                  | planowany |
| Zgorzelec – Krzyżowa                         | Generalna Dyrekcja Dróg Krajowych i Autostrad | przystosowany do systemu zamkniętego        | –                  | –                  | od 1 lipca 2011                                                                                                  | planowany |
| Krzyżowa – Bielany Wrocławskie               | Generalna Dyrekcja Dróg Krajowych i Autostrad | nieprzystosowany                            | –                  | –                  | od 1 lipca 2011                                                                                                  | planowany |
| Bielany Wrocławskie – Gliwice Kleszczów      | Generalna Dyrekcja Dróg Krajowych i Autostrad | system zamknięty – wyłączony                | 1 czerwca 2012     | 1 grudnia 2021     | od 1 lipca 2011                                                                                                  | od 1 grudnia 2021                                                                                                |
| Gliwice Kleszczów – Gliwice Sośnica          | Generalna Dyrekcja Dróg Krajowych i Autostrad | system zamknięty – wyłączony, stawka zerowa | –                  | –                  | od 1 lipca 2011                                                                                                  | stawka zerowa |
| Gliwice Sośnica – Katowice Murckowska        | Generalna Dyrekcja Dróg Krajowych i Autostrad | nieprzystosowany                            | –                  | –                  | od 1 lipca 2011                                                                                                  | planowany |
| Katowice Murckowska – Mysłowice Brzęczkowice | Stalexport Autostrada Małopolska              | nieprzystosowany                            | –                  | –                  | do decyzji koncesjonariusza                                                                                      | do decyzji koncesjonariusza                                                                                      |
| Mysłowice Brzęczkowice – Balice              | Stalexport Autostrada Małopolska              | system otwarty, planowany mieszany          | 3 kwietnia 2000    |                    | od 16 lipca 2019 (dla wszystkich pojazdów oprócz jednośladów jako alternatywna forma poboru opłat)- Videotolling | od 16 lipca 2019 (dla wszystkich pojazdów oprócz jednośladów jako alternatywna forma poboru opłat)- Videotolling |
| Balice – Bieżanów                            | Generalna Dyrekcja Dróg Krajowych i Autostrad | nieprzystosowany                            | –                  | –                  | od 1 lipca 2011                                                                                                  | planowany |
| Bieżanów – Targowisko                        | Generalna Dyrekcja Dróg Krajowych i Autostrad | przystosowany do systemu zamkniętego        | –                  | –                  | od 1 lipca 2011                                                                                                  | planowany |
| Targowisko – Tarnów Północ                   | Generalna Dyrekcja Dróg Krajowych i Autostrad | przystosowany do systemu zamkniętego        | –                  | –                  | od 31 października 2013                                                                                          | planowany |
| Tarnów Północ – Dębica Wschód                | Generalna Dyrekcja Dróg Krajowych i Autostrad | przystosowany do systemu zamkniętego        | –                  | –                  | od 30 czerwca 2015                                                                                               | planowany |
| Dębica Wschód – Rzeszów Północ               | Generalna Dyrekcja Dróg Krajowych i Autostrad | przystosowany do systemu zamkniętego        | –                  | –                  | od 1 października 2014                                                                                           | planowany |
| Rzeszów Północ – Rzeszów Wschód              | Generalna Dyrekcja Dróg Krajowych i Autostrad | przystosowany do systemu zamkniętego        | –                  | –                  | od 31 października 2013                                                                                          | planowany |
| Rzeszów Wschód – Jarosław Zachód             | Generalna Dyrekcja Dróg Krajowych i Autostrad | przystosowany do systemu zamkniętego        | –                  | –                  | od 1 października 2016                                                                                           | planowany |
| Jarosław Zachód – Korczowa                   | Generalna Dyrekcja Dróg Krajowych i Autostrad | przystosowany do systemu zamkniętego        | –                  | –                  | od 1 września 2014                                                                                               | planowany |
| Korczowa – granica państwa                   | Generalna Dyrekcja Dróg Krajowych i Autostrad | nieprzystosowany                            | –                  | –                  | planowany | planowany |

Konkurujące drogi dla odcinka pod zarządem Stalexport Autostrada Małopolska

W 1995 r. Agencja Budowy i Eksploatacji Autostrad ogłosiła przetarg na przystosowanie do odpłatności i eksploatację autostrady A4 na odcinku Katowice – Kraków. Złożono trzy oferty z których tylko jedna, złożona przez Stalexport SA, przeszła do drugiego etapu. 19 września 1997 Minister Transportu i Gospodarki Morskiej udzielił Stalexport SA koncesji na eksploatację oraz przystosowanie odcinka Katowice – Kraków do wymogów płatnej autostrady, za koncesję firma zapłaciła skarbowi państwa 3 mln dolarów. Koncesja wygaśnie w 2027 roku.
Umowa koncesyjna zawarta pomiędzy skarbem państwa i Stalexport Autostrada Małopolska była źródłem licznych kontrowersji. Jeden z jej zapisów ogranicza możliwości rozbudowy dróg alternatywnych w stosunku do odcinka Katowice Murckowska – Brzęczkowice. Każde podniesienie jakości lub przepustowości dróg równoległych do tego odcinka może być traktowane jako droga konkurencyjna i skutkować odszkodowaniami dla operatora autostrady. Wobec faktu, że umowa koncesyjna wygasa w marcu 2027 i odcinek Katowice – Kraków przejdzie w zarząd Generalnej Dyrekcji, Ministerstwo Infrastruktury w lutym 2024 oświadczyło, iż nie przewiduje zawierania kolejnej umowy na eksploatację tego odcinka autostrady oraz nie zakłada odpłatności za przejazd pojazdów osobowych i motocykli tym odcinkiem.
Od 1 lipca 2023 roku przejazd autostradą między Wrocławiem a Gliwicami jest bezpłatny dla pojazdów o masie poniżej 3,5 tony; dla samochodów ciężarowych i autokarów nadal obowiązuje opłata za przejazd w ramach systemu e-TOLL.

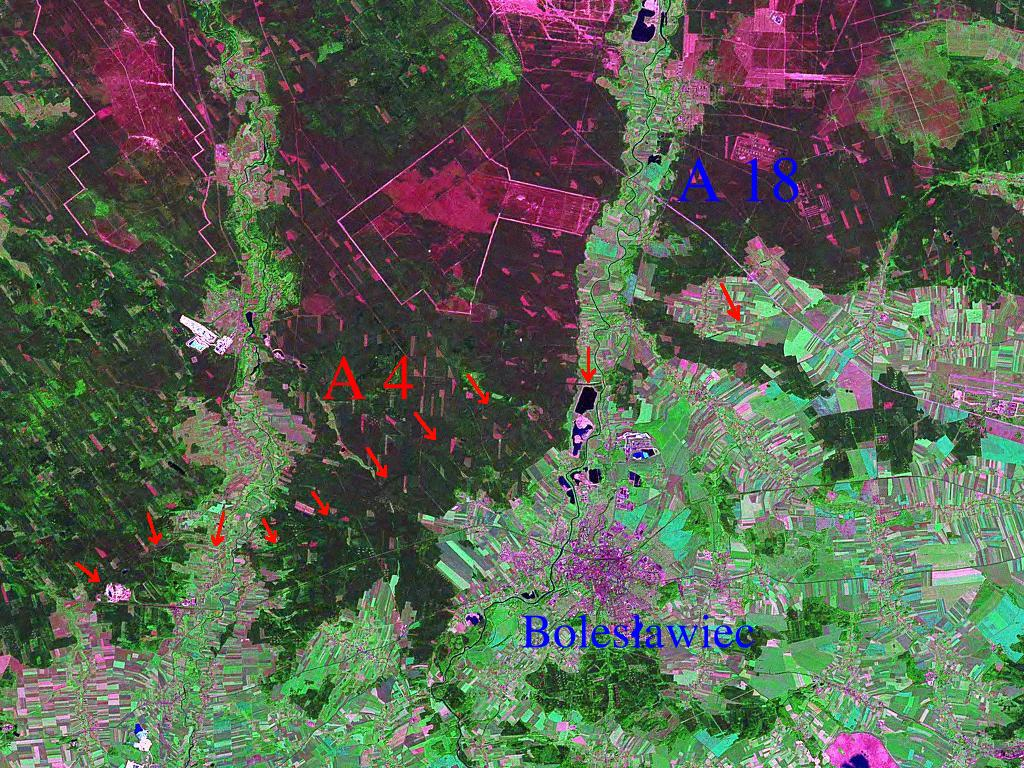
Autostrada A18 i ruiny budowy niemieckiej autostrady Wrocław – Drezno („A4”) przez Bory Dolnośląskie w okolicach Bolesławca – zdjęcie satelitarne Landsat, wykonane około 2000

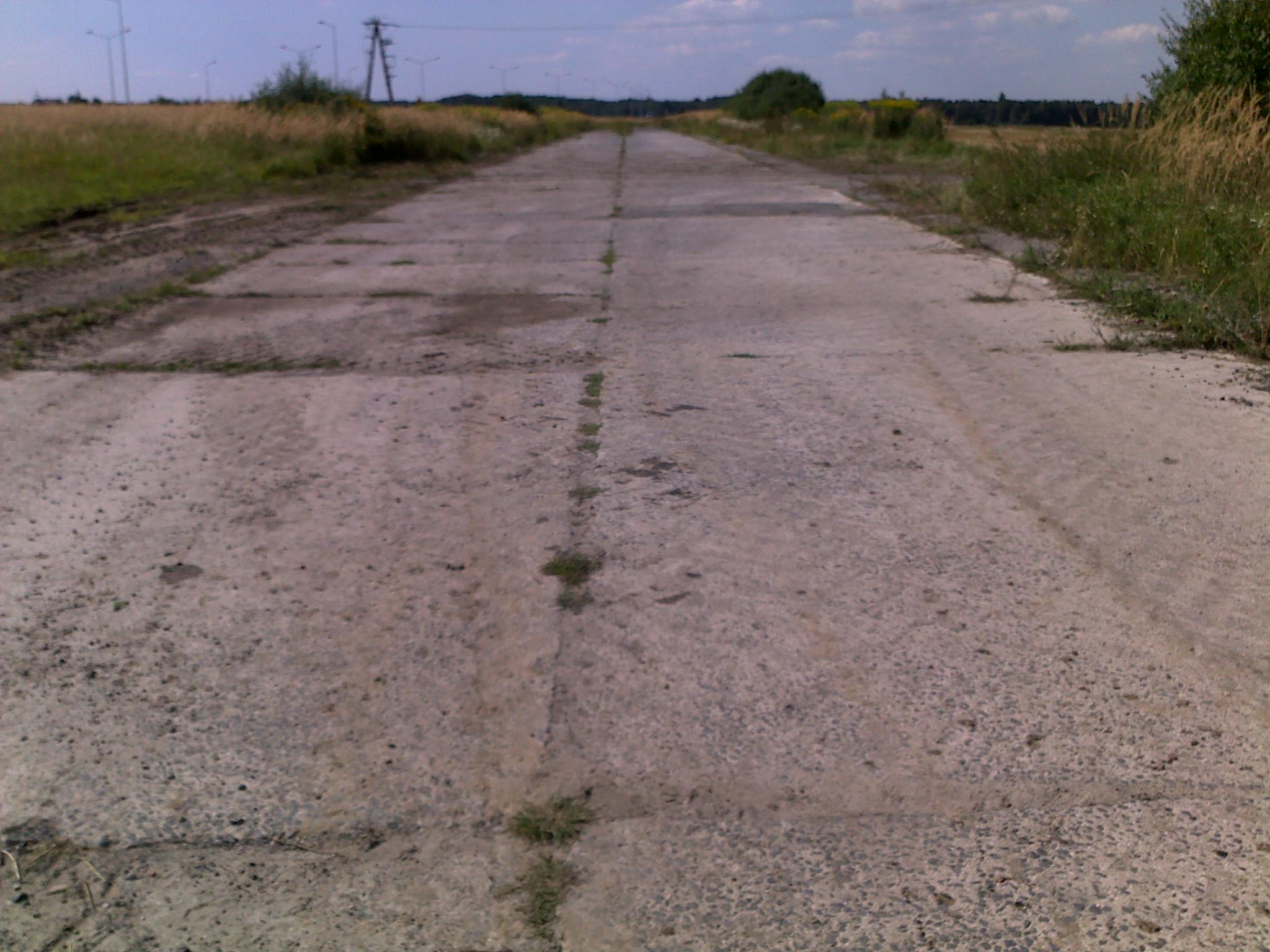
Oryginalna nawierzchnia z płyt betonowych jedynego ocalałego odcinka Autostrady RAB 29 z 1936 roku w sąsiedztwie współczesnego węzła Kleszczów pod Gliwicami

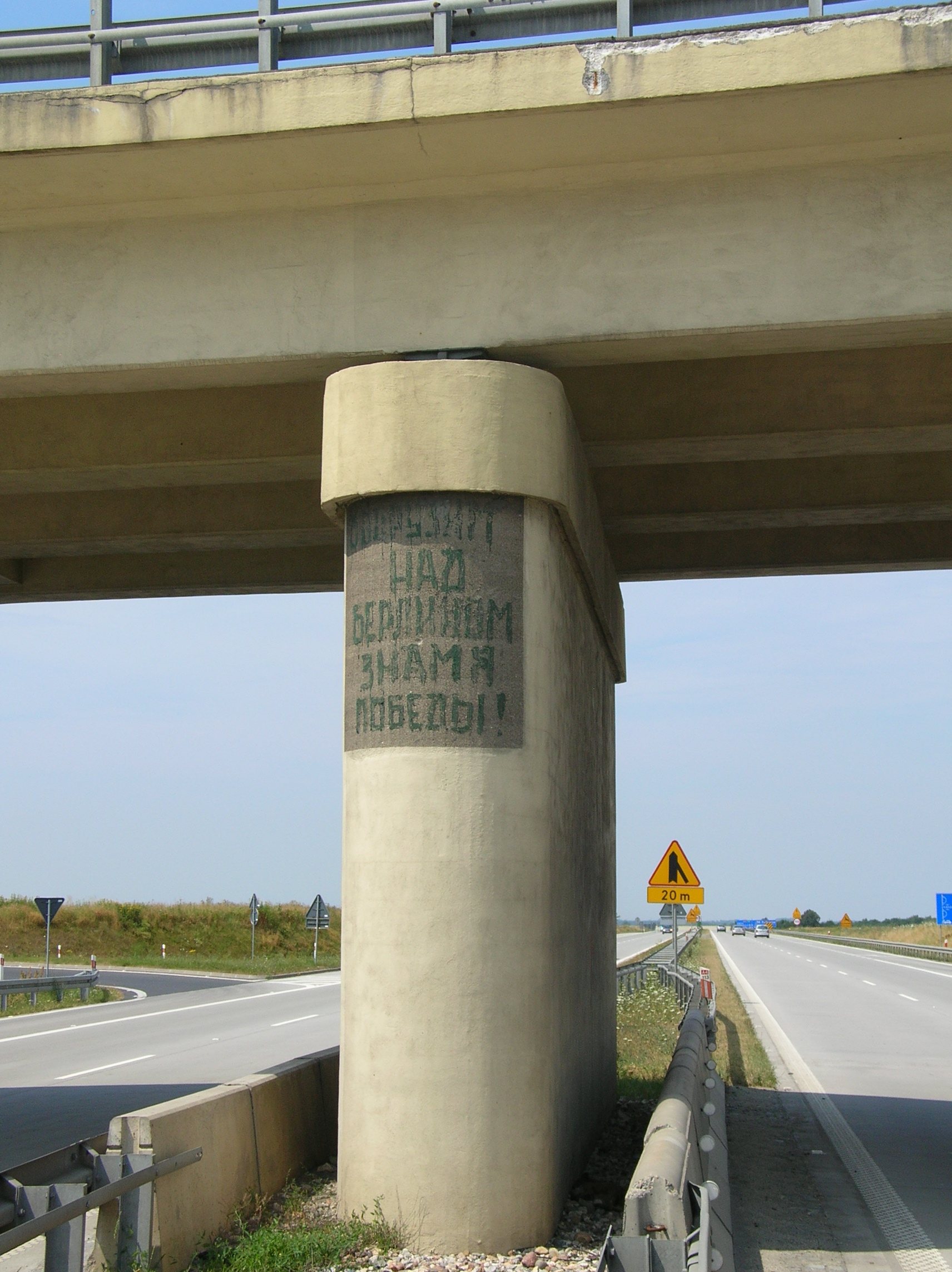
Napis z czasów marszu armii radzieckiej na Berlin na filarze autostrady A4 na odcinku Wrocław – Legnica (na wysokości wsi Jarostów): Водрузим над Берлином знамя победы (Zatkniemy nad Berlinem sztandar zwycięstwa).

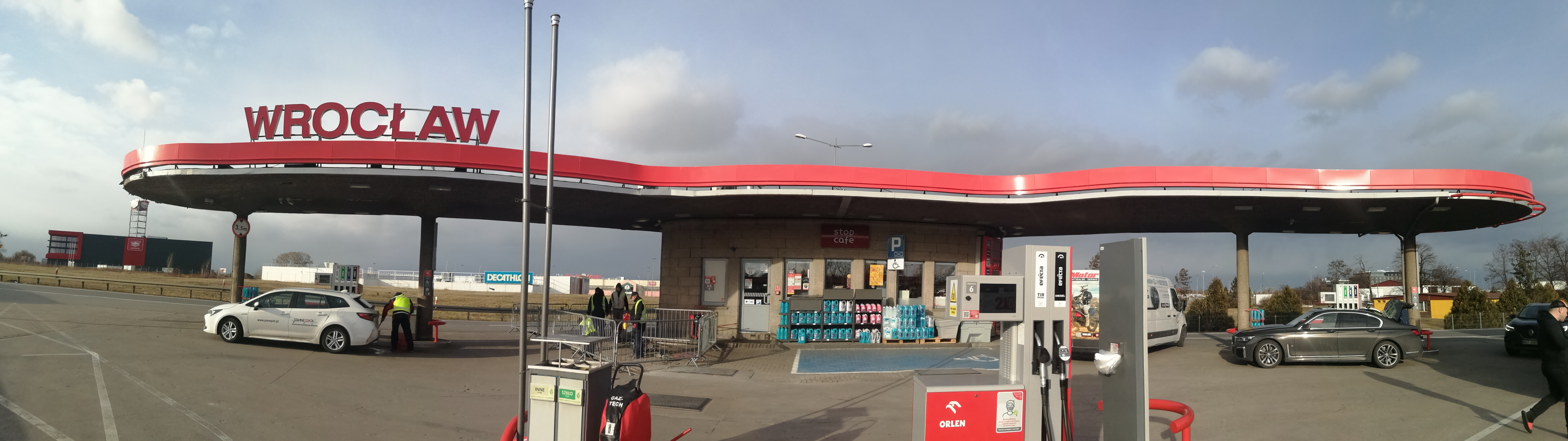
Stacja paliw z 1937 r.

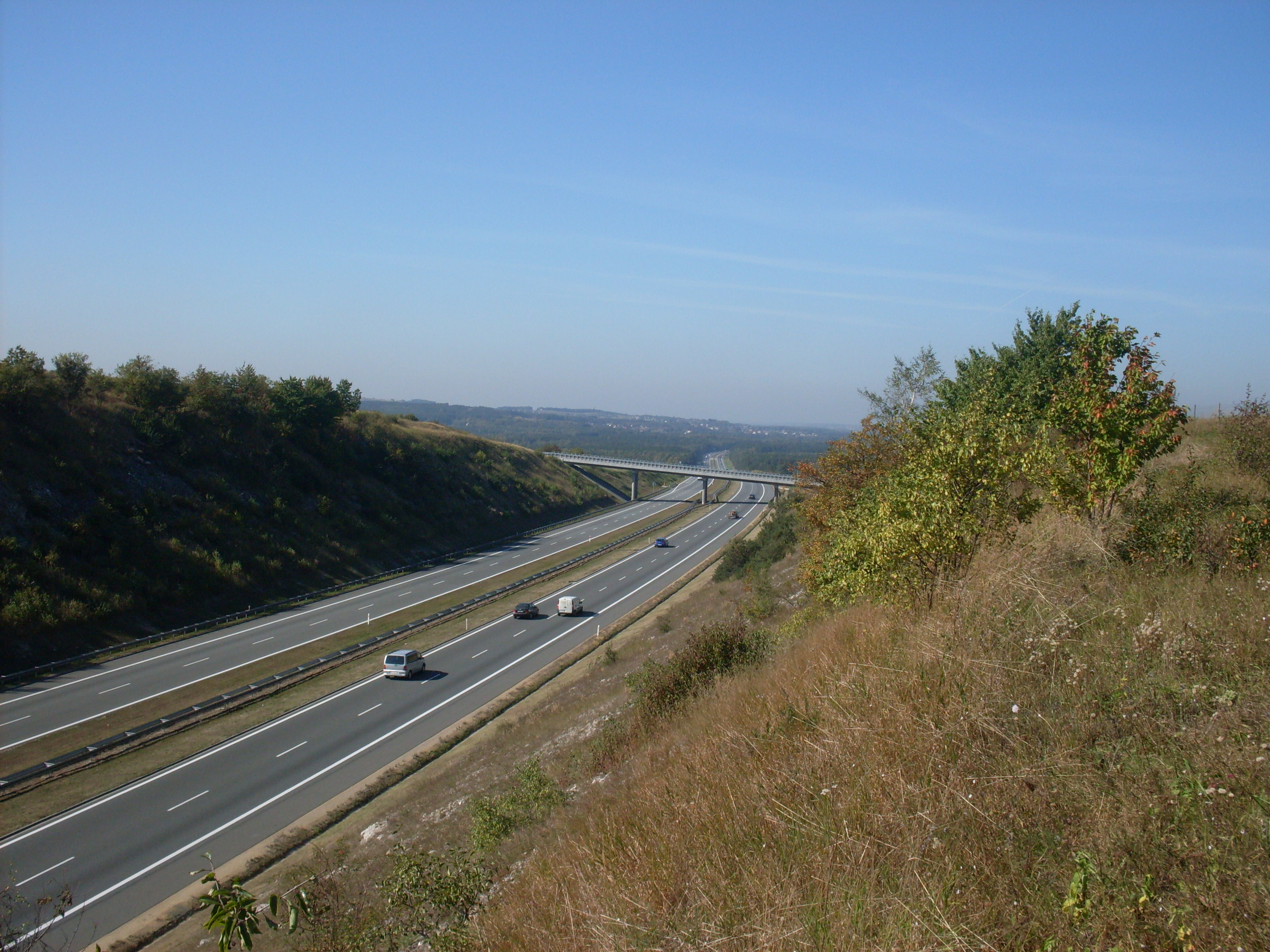
Wiadukt nad autostradą – widok od strony wschodniej (Krakowa) w kierunku zachodnim (Katowic) w Rudnie

## Historia budowy
Trasa Berlin – Bytom została wytyczona w okresie III Rzeszy jako (niem.) Reichsautobahn (RAB) w postaci dwóch odcinków o oznaczeniach: (niem.) RAB 9 Berlin – Breslau (odcinek Berlin – Wrocław) i (niem.) RAB 29 Breslau – Oppeln – Gleiwitz – Beuthen (odcinek Wrocław – Opole – Gliwice – Bytom).
Jedynymi istniejącymi na ziemiach polskich po zakończeniu II wojny światowej odcinkami przyszłej A4, oznaczonymi jako autostrada, były oddane do ruchu 27 września 1936: Krzywa – Legnica (20,5 km), Legnica – Wrocław (Bielany Wroc.) (70,8 km) oraz odcinek Gliwice – Bytom (długość 12 km, obecnie DK88), łącznie 103,3 km. Po roku (17 października 1937) oddano do użytku część Golnice – Krzyżowa – Krzywa (17 km, obecnie A18 i A4). Do 1945 roku zbudowano także odcinki jednojezdniowe Wrocław (Bielany Wroc.) – Brzeg (Owczary) i Ujazd (Nogowczyce) – Gliwice. Odcinek Owczary – Nogowczyce był w budowie, ale nie został ukończony. Prowadzono też prace na odcinku Zgorzelec – Bolesławiec. Pozostałości prac ziemnych i nawet ukończone wiadukty były gdzieniegdzie widoczne na tym odcinku aż do 2007, kiedy rozpoczęto budowę nowoczesnej autostrady dokładnie na szlaku niemieckiej (patrz zdjęcie satelitarne z 2000). W trakcie robót zatarto pozostałości starej autostrady i rozebrano istniejące wiadukty.
W 1937 r. na węźle Bielany Wrocławskie wybudowano dwie bliźniacze stacje paliw typu Fürstenwalde, które wciąż są użytkowane, a w 2012 r. zostały wpisane do rejestru zabytków.
Do 1939 przy budowie drogi zatrudniano w głównej mierze bezrobotnych obywateli III Rzeszy. Natomiast podczas II wojny światowej do prac wykorzystano przymusowych robotników i więźniów. Wzdłuż budowanej RAB 29 utworzono specjalnie w tym celu 16 obozów przymusowej pracy (niem. Reichsautobahnlager), w tym m.in. obozy w Osieku Grodkowskim, Jaśkowicach, Prądach i Rzędziwojowicach koło Niemodlina oraz obozu nr 13 w Świętoszowie.
Poniemiecka autostrada przetrwała bez zmian i większych remontów aż do lat 90. XX w. Przez te kilkadziesiąt lat nawierzchnia drogi wykonana metodą odlewania na miejscu płyt betonowych, uległa deformacji głównie w wyniku przesunięć pionowych płyt oraz ich zużycia w pobliżu styku płyt. Niektórzy złośliwie nazywali ją „najdłuższymi schodami nowoczesnej Europy”, nawiązując do tytułu serialu filmowego „Najdłuższa wojna nowoczesnej Europy”.
W 1998 r. podjęto prace w celu wypełnienia luki na odcinku Owczary – Nogowczyce, ale ostatecznie zbudowano tylko krótki (16 km) dwujezdniowy odcinek od węzła Opole (Prądy) na zachód do mostu nad Nysą Kłodzką (Sarny), który został oddany w 1999 r.
Odcinek A4 zarządzany obecnie przez SAM S.A. budowany był ze wschodu na zachód i stąd bierze się odwrotna do oficjalnego „zwrotu” autostrady numeracja węzłów w rejonie Chrzanowa, czy też (skorygowany dopiero w 2000) anormalny pikietaż tego fragmentu, którego wartość początkowo rosła zgodnie z kierunkiem budowy, nie zaś, jak na pozostałych fragmentach z zachodu na wschód. Ten etap o długości ok. 61 km powstawał przez ponad 13 lat i był uruchamiany:
- 1983, 3 stycznia: odcinek Chrzanów I – Balice I (bez węzłów) o dł. 29,1 km,
- prawdopodobnie w 1984: węzeł Chrzanów I,
- prawdopodobnie w 1986: węzeł Balice I razem z fragmentem północnej obwodnicy Krakowa oznaczanym w latach 1999–2003/2004[27] jako A41[28] (obecnie S52),
- 1986, 22 listopada: odcinek Jaworzno-Byczyna – Chrzanów I o dł. 6 km,
- 1990, 29 listopada: jezdnia północna odcinka Mysłowice – Jaworzno-Byczyna o dł. 18,8 km
- 1991, 4 września: jezdnia południowa odcinka Mysłowice – Jaworzno-Byczyna o dł. 18,8 km
- 1996, 30 października: odcinek Katowice-Murckowska – Mysłowice o dł. 6,3 km

Pozostałe fragmenty autostrady oddawane były w następującej kolejności:
- 1988, 8 grudnia: odcinek Balice I – Kraków-Tyniecka o dł. 7,4 km (oznakowany jako autostrada w 2002)
- 1993: odcinek Kraków-Tyniecka – Sidzina o dł. 4 km (oznakowany jako autostrada w 2002)
- 1994, 15 lipca: odcinek Jędrzychowice (granica państwa) – Zgorzelec o dł. 1,7 km dla ruchu towarowego, ruch osobowy od 1 sierpnia 1996
- 1995, 27 października: krakowski odcinek Sidzina – Opatkowice o dł. 4,7 km (oznakowany jako autostrada w 2002)
- 1995: 700-metrowy krakowski odcinek na wschód od węzła Opatkowice do ul. Kąpielowej (oznakowany jako autostrada w 2002)
- 1996, 30 października: odcinek Katowice-Francuska – Katowice-Murckowska o dł. 2,3 km
- 1999, 10 listopada: odcinek Katowice-Mikołowska – Katowice-Francuska o dł. ok. 2 km
- 2000, 30 września: odcinek Przylesie – Prądy o dł. 28,7 km
- 2000, 16 grudnia: odcinki Bielany Wrocławskie – Przylesie o dł. 40,7 km oraz Prądy – Dąbrówka o dł. 21,4 km
- 2001, 26 lipca: odcinek Dąbrówka – Nogowczyce o dł. 34,4 km
- 2001, 30 listopada: odcinek Chorzów-Batory – Katowice-Mikołowska o dł. 4,4 km
- 2002, 19 grudnia: kontynuacja budowy południowej obwodnicy Krakowa: od ul. Kąpielowej dwie jezdnie na dł. 5,9 km, dalej na wschód tylko jezdnia południowa o dł. 1,1 km do węzła Kraków-Wielicka

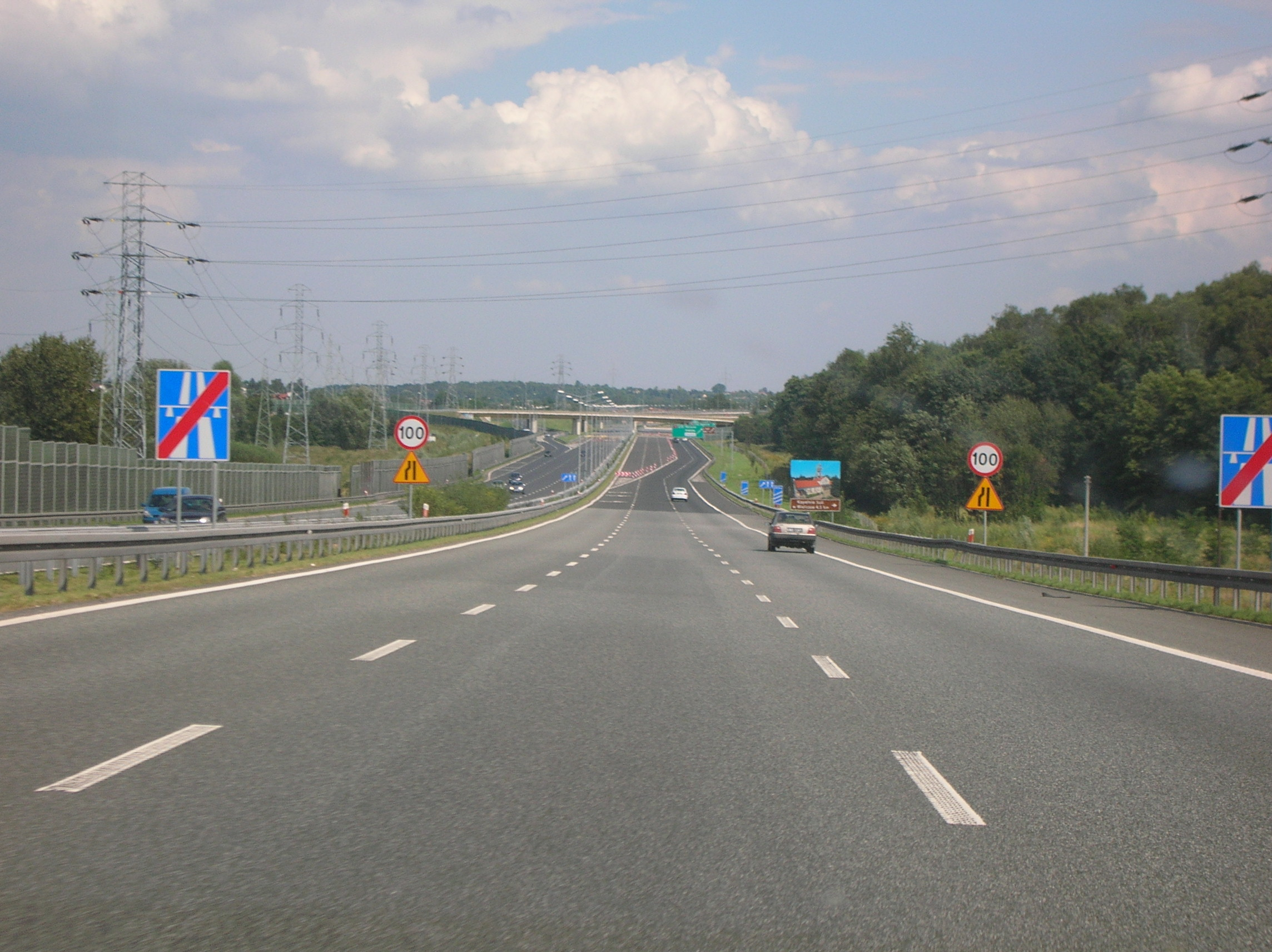
Koniec autostrady A4 w latach 2003–2009 w Krakowie (widoczny po prawej brązowy drogowskaz do kopalni soli w Wieliczce)

- 2003, 3 września: północna jezdnia od zachodu do węzła Kraków-Wielicka o dł. 1,1 km
- 2003, 4 grudnia: odcinek Nogowczyce – Kleszczów o dł. 17,9 km
- 2004, wrzesień: zmodernizowana jezdnia południowa odcinka Wądroże Wlk. – Bielany Wroc.
- 2005, 25 stycznia: odcinek Gliwice Sośnica – Chorzów-Batory o dł. 15,7 km
- 2005, 28 października: odcinek Kleszczów – Gliwice Sośnica o dł. 19,1 km
- 2005, 15 grudnia: zmodernizowany odcinek Krzywa – Nw. Wieś Legn. o dł. ok. 32 km
- 2005, 15 grudnia: zmodernizowana jezdnia południowa odcinka Nw. Wieś Legn. – Wądroże Wlk.
- 2006, 28 sierpnia: zmodernizowana jezdnia północna odcinka Nw. Wieś Legn. – Bielany Wroc. o dł. ok. 62 km
- 2009, 14 sierpnia: odcinek Zgorzelec – Krzyżowa o dł. 49,7 km
- 2009, 28 października: odcinek Wielicka – Szarów (obecnie węzeł „Targowisko”) o dł. 19,8 km (formalne przecięcie wstęgi przez ministra infrastruktury nastąpiło 29 października)
- 2012, 10 września: odcinek Rzeszów Północ – Rzeszów Wschód o dł. 6,8 km
- 2012, 29 listopada: odcinek Szarów (obecnie węzeł „Targowisko”) – Tarnów Północ o dł. 57km (między węzłem Bochnia a węzłem Tarnów Zachód droga oddana w półprofilu – otwarta dla ruchu północna jezdnia)
- 2012, 22 grudnia: odcinek Bochnia – Brzesko oddanie do ruchu południowej jezdni
- 2013, 15 maja: odcinek Brzesko – Tarnów Zachód oddanie do ruchu południowej jezdni
- 2013, 27 maja: odcinek Jarosław Wschód – Przemyśl o dł. 18 km
- 2013, 30 października: odcinek Dębica Wschód – Rzeszów Zachód o dł. 32,75 km
- 2013, 30 października: odcinek Rzeszów Zachód – Rzeszów Północ o dł. 4 km
- 2013, 20 grudnia: odcinek Jarosław Zachód – Jarosław Wschód o dł. 7 km
- 2013, 23 grudnia: odcinek Przemyśl – Korczowa o dł. 22 km
- 2014, 30 października: odcinek Tarnów Północ – Dębica Wschód o długości 34,8 km
- 2016, 20 lipca: odcinek Rzeszów Wschód – Jarosław Zachód o długości 41,2 km

Przebudowa odcinka Krzyżowa – Bielany Wrocławskie przeprowadzona w latach 2002–2006 miała ograniczony charakter, zrezygnowano z jej poszerzenia wymagającego długotrwałych wykupów gruntów. Planowane jest dobudowanie pasów awaryjnych, systemu łączności awaryjnej, miejsc obsługi podróżnych, przebudowanie mostów i wiaduktów oraz montowanie elementów chroniących środowisko. Na odcinkach o największym natężeniu ruchu zostanie dobudowany trzeci pas.
Jest także planowana budowa nowych węzłów autostradowych, przebudowa i likwidacja działających węzłów. Rozpoczęcie prac związanych z poszerzeniem autostrady początkowo planowano na 2012 rok jednak remont nie został wówczas rozpoczęty. Przebudowa nie znalazła się również w Programie Budowy Dróg Krajowych 2014–2023. W 2022 podano do wiadomości, że przebudowa autostrady (wraz z budową nowego odcinka drogi S5) w rejonie Wrocławia przewidywana jest w latach 2028–2030. Przewiduje się powstanie kolejnego, południowego obejścia Wrocławia, a także poszerzenie autostrady do 3 pasów ruchu i jednego awaryjnego w jedną stronę.
W latach 80. i 90. odcinek Katowice Murckowska – Katowice Mikołowska o długości 3,5 km funkcjonował jako droga krajowa nr 93.
W 2024 roku nakładem wydawnictwa Warstwy ukazała się książka Agaty Ciastoń Na środkowym pasie latem trawa była wysoka, w której autorka sięga do polskich i niemieckich archiwów, przeplata ze sobą materiały wizualne, prawdziwe historie, wspomnienia i opowieści dotyczące najstarszych odcinków autostrady A4.

### Jędrzychowice – Krzyżowa

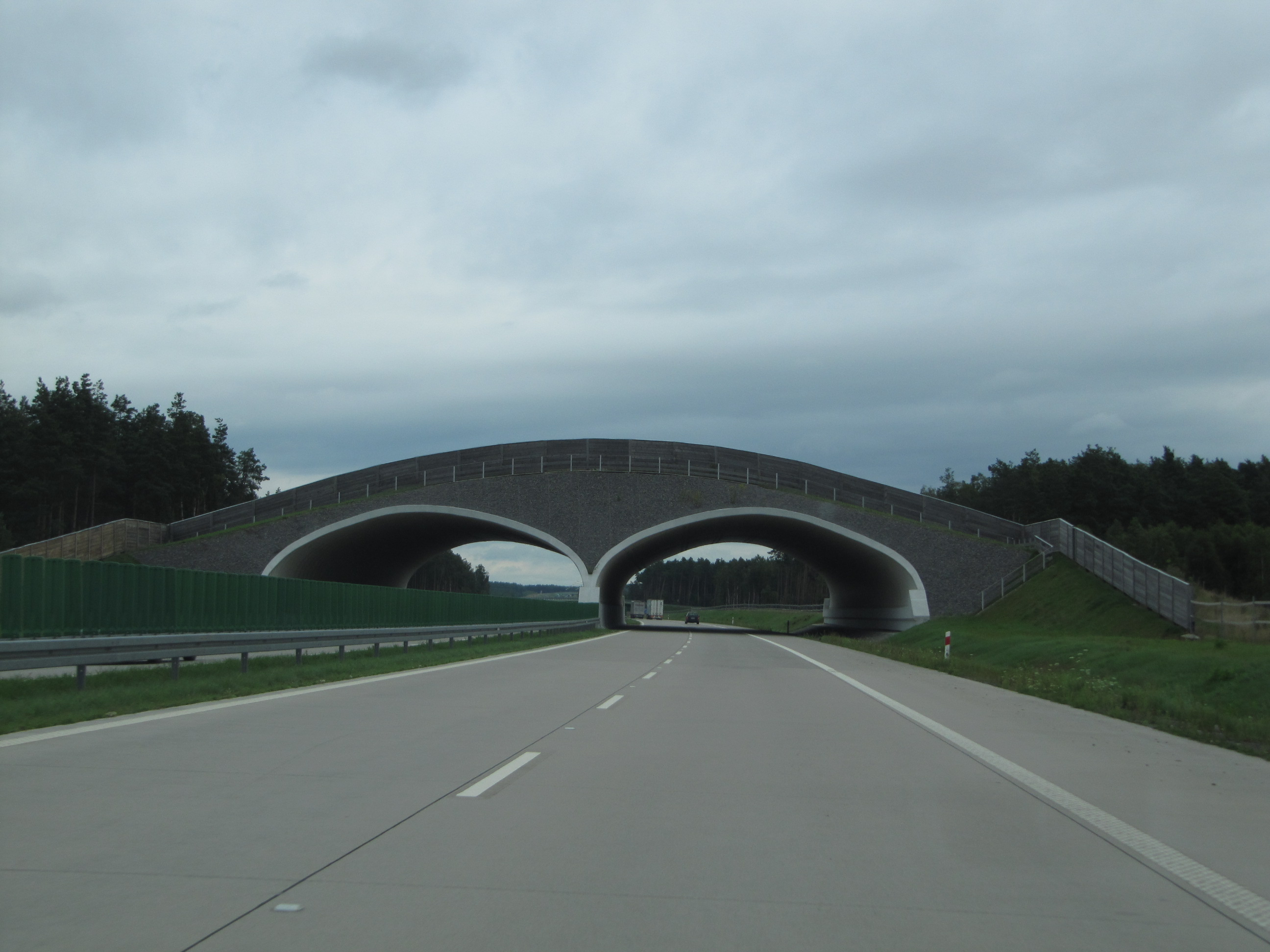
Odcinek Jędrzychowice – Krzyżowa

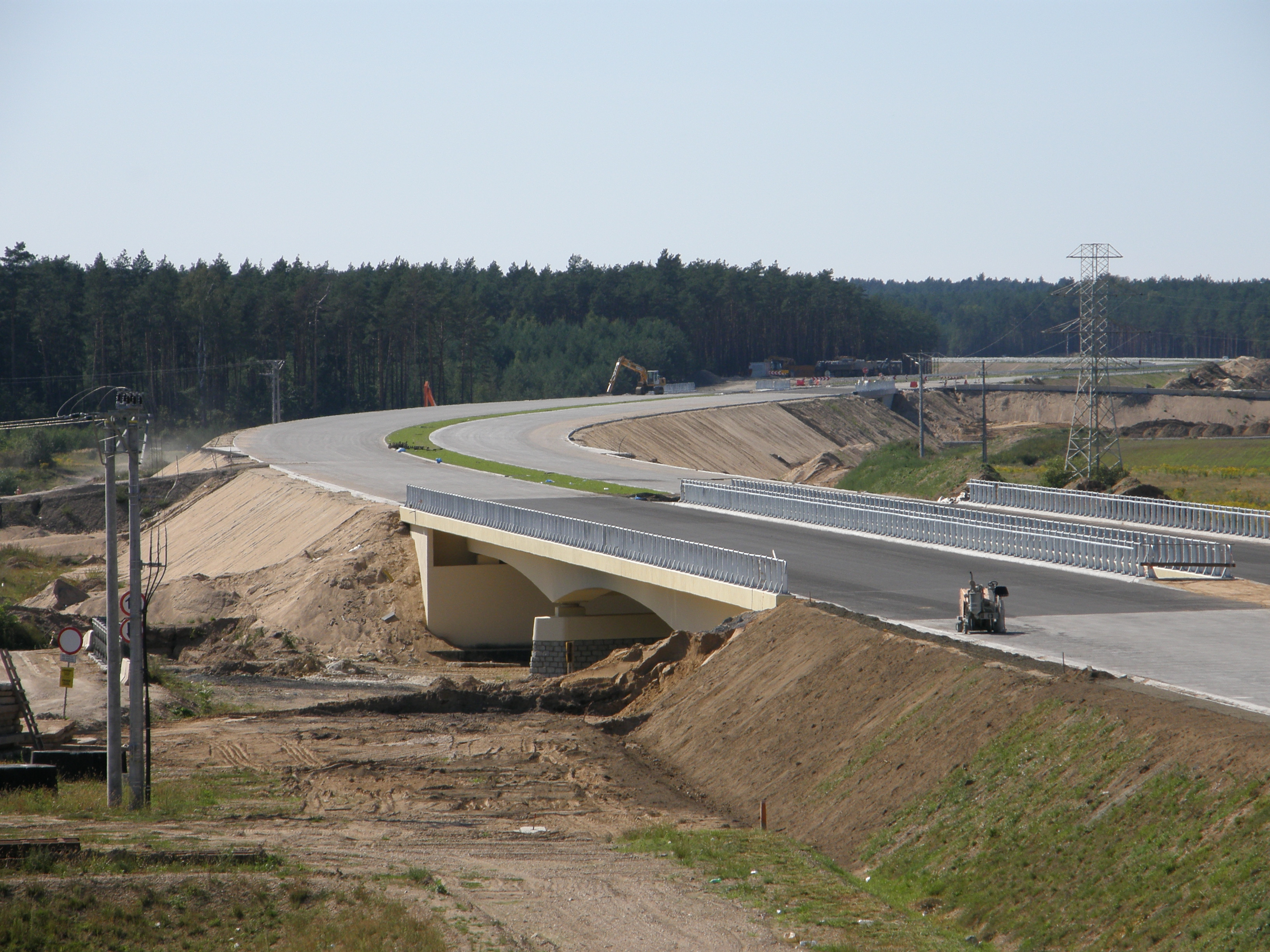
Budowa autostrady w pobliżu Bolesławca w 2008 r.

Pierwszy przetarg na budowę odcinka Jędrzychowice – Krzyżowa (51,4 km; wzmocnienie istniejącego fragmentu od granicy państwa Jędrzychowice do węzła Zgorzelec o długości 1,7 km i budowa 49,7 km nowej autostrady w dwóch częściach – 20,3 km oraz 29,4 km) został unieważniony 15 września 2005. Drugi przetarg ogłoszono 8 grudnia tego samego roku, by go unieważnić już tydzień później – 15 grudnia. Kolejny, trzeci przetarg ogłoszono 3 stycznia 2006, który został unieważniony w lutym 2006 przez Zespół Arbitrów Urzędu Zamówień Publicznych. Czwarty przetarg ogłoszono 9 marca 2006 i po jedenastokrotnym przesuwaniu terminu, ostatecznie oferty otwarto 24 lipca 2006. 27 marca 2007 wojewoda dolnośląski wydał pozwolenie na budowę.
3 kwietnia tego samego roku wykonawcy przejęli place budowy na odc. Zgorzelec – Krzyżowa. Odcinek miał być gotowy w 19 miesięcy od daty rozpoczęcia robót (10 kwietnia 2007), czyli w listopadzie 2008 roku. W oparciu o aneks terminowy podpisany między GDDKiA a wykonawcą, przedłużono termin zakończenia kontraktu do 27 miesięcy, czyli do lipca 2009. Otwarcie odcinka nastąpiło dnia 14 sierpnia 2009.

### Kraków – Targowisko
Odcinek Wielicka (t. Wieliczka) – Targowisko: 19,9 km długości (od km 436+000 do km 455+900).
Pozwolenie na budowę wydano 24 listopada 2005, a 27 czerwca 2006 ogłoszono przetarg na budowę tego odcinka z 24-miesięcznym terminem ukończenia. 3 kwietnia 2007 podpisano umowę z wykonawcą, konsorcjum składającym się hiszpańskiej firmy Dragados S.A. oraz polskiej Polimex-Mostostal S.A.

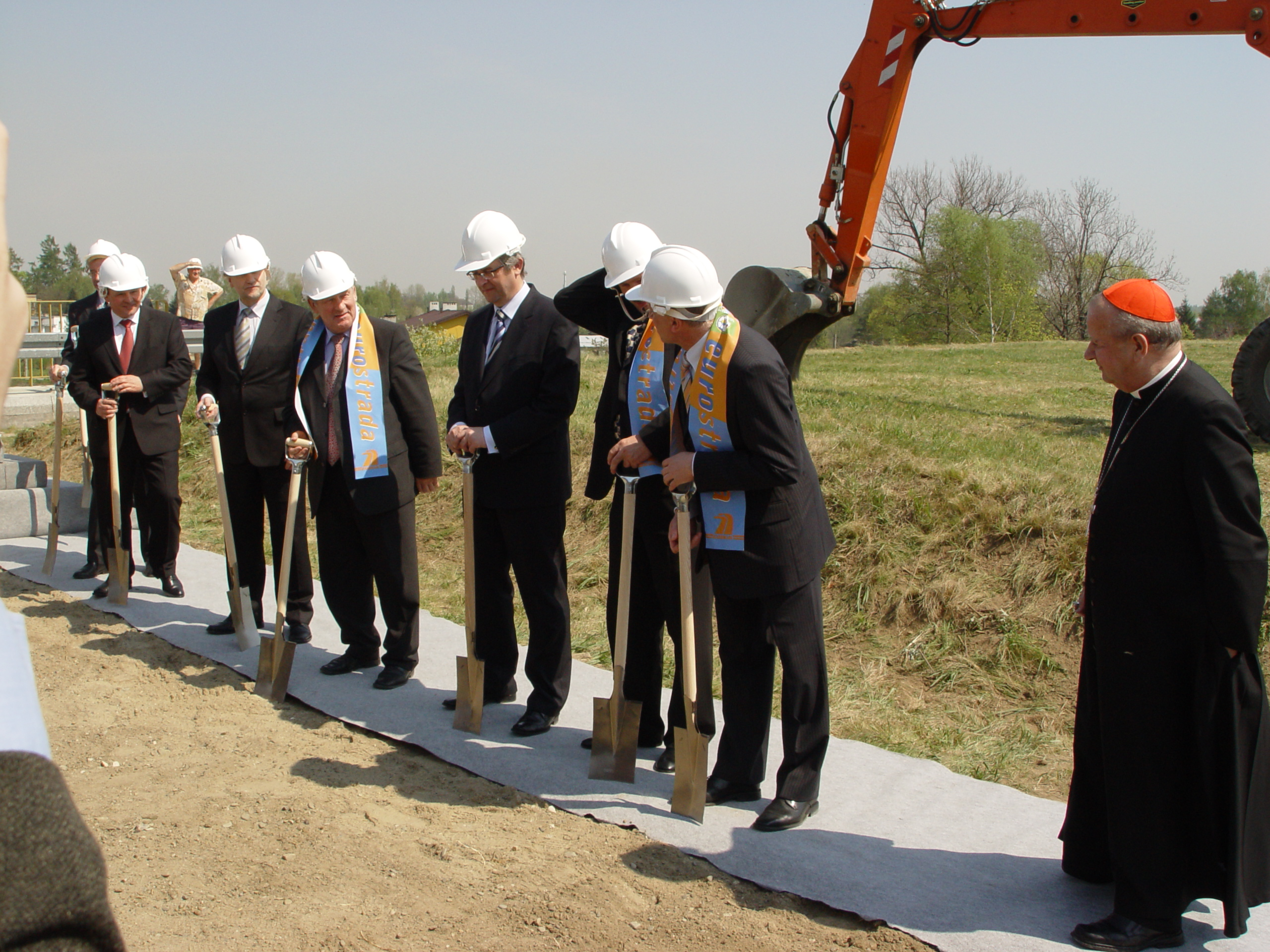
27 kwietnia 2007. Rozpoczęcie budowy odcinka autostrady A4 Kraków – Szarów

Oficjalne rozpoczęcie budowy odbyło się 27 kwietnia 2007. Na trasie A4 od Krakowa do granicy dawnego województwa krakowskiego znajduje się węzeł autostradowy „Targowisko”. W granicach miasta Krakowa znajduje się węzeł „Bieżanów”, który stanowi początek wschodniej obwodnicy Krakowa i stał się elementem budowy drogi ekspresowej S7. Budowa pomiędzy Krakowem a Szarowem objęła 30 obiektów mostowych: 15 wiaduktów autostradowych, 6 wiaduktów drogowych, 5 mostów autostradowych, jedno przejście dla zwierząt oraz 3 mosty drogowe.
Autostrada Kraków – Targowisko posiada klasę techniczną A (najwyższą), skrajnia pionowa ma 4,7 m. Nawierzchnia bitumiczna jest dostosowana do przenoszenia obciążeń 115 kN/oś. Każda z dwóch jezdni autostrady na odcinku od węzła wielickiego do węzła „Bieżanów” ma trzy pasy ruchu (3 × 3,75 m szerokości), a do węzła „Targowisko” dwa pasy ruchu o szerokości 3,75 m każdy, pas awaryjny (3,0 m) oraz pobocze gruntowe (1,25 m). Jezdnie są rozdzielone pasem dzielącym o szerokości 5 m (4-metrowy pas zieleni + 2 × 0,5 m opaski bitumiczne).
Dla ciągłego utrzymania autostrady, w rejonie Szarowa w widłach A4 oraz drogi krajowej nr 75 przewidziano budowę Obwodu Utrzymania Autostrady, mającego zapewniać całoroczne bieżące utrzymanie drogi oraz urządzeń obsługi, organizacji i bezpieczeństwa ruchu drogowego.
Przy autostradzie zaplanowana została budowa 2 miejsc obsługi podróżnych (MOP) kategorii I: „Zakrzów” i „Podłęże”, na terenie których zaprojektowano zadaszenia ze stolikami i ławkami, sanitariaty oraz budki telefoniczne. Parking w Zakrzowie powinien mieścić 116 pojazdów, natomiast teren MOP-u w Podłężu 113 pojazdów.
Koszt budowy autostrady A4 Kraków – Targowisko sięgnął kwoty miliarda złotych. Termin oddania do użytku tego odcinka zaplanowano na 29 października 2009 r. 28 października 2009 dopuszczono warunkowo do użytku odcinek Kraków – Targowisko; tego samego dnia po godzinie 20:00 odcinek ten został otwarty dla ruchu.
28 września 2018 podpisano umowę na budowę nowego węzła w pobliżu Niepołomic, w miejscu przecięcia autostrady z drogą wojewódzką 964. Węzeł został otwarty 22 czerwca 2020.

### Targowisko – Brzesko
22 grudnia 2008 Oddział GDDKiA w Krakowie ogłosił przetarg na budowę tego odcinka. 27 października 2009 minął termin składania oferty cenowej, a w listopadzie wyłoniono zwycięzcę przetargu: polsko-słowacko-czeskie konsorcjum Polimex-Mostostal SA, Doprastav A.S., Metrostav a.s. Umowę z wykonawcą podpisano 22 grudnia 2009 r. Rozpoczęcie robót nastąpiło 26 stycznia 2010 roku. Odcinek został oddany do użytku 29 listopada 2012, pomiędzy węzłem Bochnia a węzłem Brzesko do użytku została oddana jedna jezdnia, otwarcie drugiej jezdni nastąpiło niecały miesiąc później – 22 grudnia 2012 roku.

### Brzesko – Tarnów Mościce
Odcinek długości 20,8 km. 22 grudnia 2008 Oddział GDDKiA w Krakowie ogłosił przetarg na budowę tego odcinka. 29 października 2009 minął termin składania oferty cenowej. Najtańszą ofertę złożyło polsko-macedońskie konsorcjum NDI SA, SB Granit SA. Umowę z wykonawcą podpisano 5 lutego 2010 r. 23 lutego 2011 roku GDDKiA wypowiedziało umowę z wykonawcą z winy wykonawcy (nie uznając odstąpienia od kontraktu przez wykonawcę z 9 lutego 2011). Kontrakt na dokończenie prac wygrało konsorcjum firm: Helit+Woerner, Strabag, Poldim i IMB Podbeskidzie, umowę na kontynuację budowy podpisano 27 września 2011. Rozpoczęcie robót nastąpiło 6 października 2011 roku. 29 listopada 2012 roku do użytku została oddana jedna jezdnia na tym odcinku, zaś w dniu 15 maja 2013 roku oddano do użytku drugą jezdnię na odcinku Brzesko – Wierzchosławice.

### Tarnów Mościce – Tarnów Centrum
Odcinek długości 13,0 km. 22 grudnia 2008 Oddział GDDKiA w Krakowie ogłosił przetarg na budowę tego odcinka. 28 października 2009 minął termin składania oferty cenowej. Najtańszą ofertę złożyła hiszpańska firma Dragados SA. Umowę z wykonawcą podpisano 4 stycznia 2010 r. Termin realizacji: 24 miesiące. Odcinek ten został oddany do użytku 29 listopada 2012.

### Tarnów Centrum – Dębica Wschód
Odcinek długości 34,8 km. 25 czerwca 2009 Oddział GDDKiA w Rzeszowie ogłosił przetarg na budowę tego odcinka. Termin składania wniosków o dopuszczenie do udziału w przetargu minął 28 lipca 2009.
Na 34 km odcinek autostrady A4 od węzła Tarnów Północ do węzła Dębica Wschód spośród dziewięciu zaproszonych firm najtańszą ofertę złożyła firma NDI. Jej wartość opiewała na 1,34 mld zł brutto. Firma NDI zrezygnowała jednak z podpisania umowy na budowę. W związku z tym wybrana została druga ze względu na cenę oferta, którą złożyło irlandzko-polskie konsorcjum firm: SIAC CONSTRUCTION Ltd., PBG S.A., APRIVIA S.A. i HYDROBUDOWA POLSKA S.A. Umowę podpisano 7 lipca 2010. Wartość kontraktu to 1,75 mld zł brutto. Termin realizacji: 24 miesiące. 25 lipca 2012 roku została zerwana umowa z wykonawcą tego odcinka autostrady. Do przetargu na kontynuację budowy autostrady na odcinku Dębica – Tarnów stanęło trzech oferentów. Zwycięskie konsorcjum firm Heilit Woerner i Budimex wyceniło swoje usługi na ponad 981 mln zł brutto. To najtańsza ze złożonych ofert, o 140 mln zł niższa od kosztorysu inwestorskiego. 7 maja 2013 podpisano umowę na budowę. Od tego dnia wykonawca miał 18 miesięcy na zrealizowanie kontraktu. Konsorcjum w pierwszej kolejności musiało wykonać tzw. kamień milowy, którym jest budowa węzła Dębica Wschód. Miało na to 6 miesięcy od rozpoczęcia robót. Planowany termin oddania: listopad 2014. Odcinek został otwarty do ruchu 30 października 2014 r. bez jednej jezdni estakady nad Wisłoką w rejonie Dębicy, która została udostępniona kilka dni później. Do połowy 2015 r. były jeszcze kontynuowane prace wykończeniowe poza główną trasą.

### Dębica Wschód – Rzeszów Zachód
Odcinek długości 32,8 km. 25 czerwca 2009 Oddział GDDKiA w Rzeszowie ogłosił przetarg na budowę tego odcinka. Termin składania wniosków o dopuszczenie do udziału w przetargu minął 28 lipca 2009. Przetarg wygrało przedsiębiorstwo Budimex SA, które wykona ten odcinek za kwotę 1,73 miliarda zł. Umowę na budowę tego odcinka podpisano w dniu 10 maja 2010 r. Termin realizacji: 24 miesiące (maj/czerwiec 2012).
Roboty rozpoczęły się 9 czerwca 2010 r. Odcinek został oddany do użytku 30 października 2013 r.

### Rzeszów Zachód – Rzeszów Północ
29 kwietnia 2009 Oddział GDDKiA w Rzeszowie ogłosił przetarg na budowę tego odcinka A4 razem z odcinkiem drogi S-19 (Rzeszów Zachód – węzeł Świlcza), razem 8,5 km, w tym A4 4.0 km. Termin składania wniosków o dopuszczenie do udziału w przetargu minął 1 czerwca 2009. Wykonawcą tej inwestycji jest polsko-indyjskie konsorcjum firm Radko Sp. z o.o., Autostrada Wschodnia Sp. z o.o. oraz PUNJ LLOYD LTD z Indii. Wartość kontraktu to 441,7 mln PLN (w tym odcinek A4 – 234,3 mln PLN, odcinek S19 – 207,5 mln PLN). Projekt przewidziany jest do współfinansowania ze środków unijnych pochodzących z Programu Operacyjnego Infrastruktura i Środowisko oraz ze środków budżetowych. Umowę z wykonawcą podpisano 22 kwietnia 2010 r. Termin realizacji to 18 miesięcy. Zakończenie inwestycji planowane było w listopadzie 2011. Termin ten uległ przesunięciu na 11 lutego 2012 roku, zmiany wynikały z uznawania roszczeń wykonawcy. Ostatecznie jednak doszło do zerwania umowy z wykonawcą pod koniec maja 2012 roku, a powodem był brak płynności finansowej konsorcjum realizującego roboty. Wykonawca zrealizował 49% zakresu finansowego umowy. Na początku 2013 roku GDDKiA podpisała z firmą Budimex S.A. umowę o wartości 183 mln zł na dokończenie budowy odcinka. Nowy wykonawca otrzymał 14 miesięcy na dokończenie budowy. Odcinek został oddany do użytku 30 października 2013 r.

### Rzeszów Północ – Rzeszów Wschód
Odcinek długości 6,5 km przebiegający przez teren gminy Trzebownisko. 16 marca 2009 Oddział GDDKiA w Rzeszowie ogłosił przetarg na budowę tego odcinka. Odcinek łączy drogę krajową nr 9 i 19.
Do drugiego etapu przetargu wybrano 10 firm i konsorcjów. Termin składania ofert ustalono na 9 października 2009. 10 listopada nastąpiło otwarcie ofert cenowych. Przetarg wygrało konsorcjum firm Mostostal Warszawa S.A. oraz hiszpańska Acciona Infraestructuras S.A., które wykona ten odcinek za cenę 439,5 mln zł. 29 grudnia 2009 r. zostało podpisane pozwolenie na budowę przez wojewodę podkarpackiego i zgodnie z założeniami 29 marca 2010 r. rozpoczęto prace budowlane. Prace miały zostać zakończone jesienią 2011 r. 4 lipca 2012 r. zostało wydane świadectwo przejęcia dla całości robót, a 10 września 2012 roku odcinek został oddany do użytku.

### Rzeszów Wschód – Jarosław
Odcinek długości 41,2 km. W roku 2009 ogłoszono przetarg na jego budowę, zakończenie prac miało nastąpić w roku 2012. Zawarte kontrakty były jednak zrywane. We wrześniu 2014 roku inwestycję przejął Budimex, oddany do ruchu 20 lipca 2016 (otwarcie na zasadzie przejezdności – na jednym z wiaduktów zwężenie do jednej jezdni z powodu kontynuowania prac naprawczych, a także miejscami zwężenia do jednego pasa). 31 sierpnia udostępniony został wiadukt autostradowy WA9, co było równoznaczne z otwarciem do użytku obydwu jezdni na całym odcinku. Oficjalne zakończenie wszystkich prac poza głównymi jezdniami miało miejsce 20 października 2016.

### Jarosław – Przemyśl
Odcinek długości 25 km. 3 marca 2009 Oddział GDDKiA w Rzeszowie ogłosił przetarg w trybie projektuj i buduj na budowę 47-kilometrowego odcinka autostrady A4 Jarosław (węzeł Wierzbna w Mirocinie) – Korczowa (granica z Ukrainą).
15 lipca 2009 Wojewoda Podkarpacki wydał decyzję lokalizacyjną autostrady A4 dla odcinka Przeworsk – Jarosław – Korczowa, której nadano rygor natychmiastowej wykonalności.
Decyzja lokalizacyjna umożliwiła rozpoczęcie prac archeologicznych na powyższym odcinku, a także rozpoczęcie II etapu przetargu na realizację budowy, który zakończył się 16 września 2009 wyborem wykonawców fragmentu A4 Jarosław – Przemyśl – Korczowa. Dla odcinka Jarosław – Przemyśl jest to konsorcjum firm Budimex-Dromex i Ferrovial-Agroman (Hiszpania).
29 października 2009 podpisano umowę na budowę tego odcinka.
Zakończenie budowy autostrady A4 pomiędzy Jarosławiem a Radymnem planowano pierwotnie na kwiecień 2012. W dniu 27 maja 2013 roku został otwarty dla ruchu odcinek od węzła Jarosław Wschód (Pawłosiów) do węzła Przemyśl (Radymno). Pozwolenie na użytkowanie uzyskał wówczas również odcinek od węzła Jarosław Zachód do węzła Jarosław Wschód, jednak z uwagi na budowę węzła Jarosław Zachód odcinek ten został udostępniony dla ruchu dopiero 20 grudnia 2013 roku.

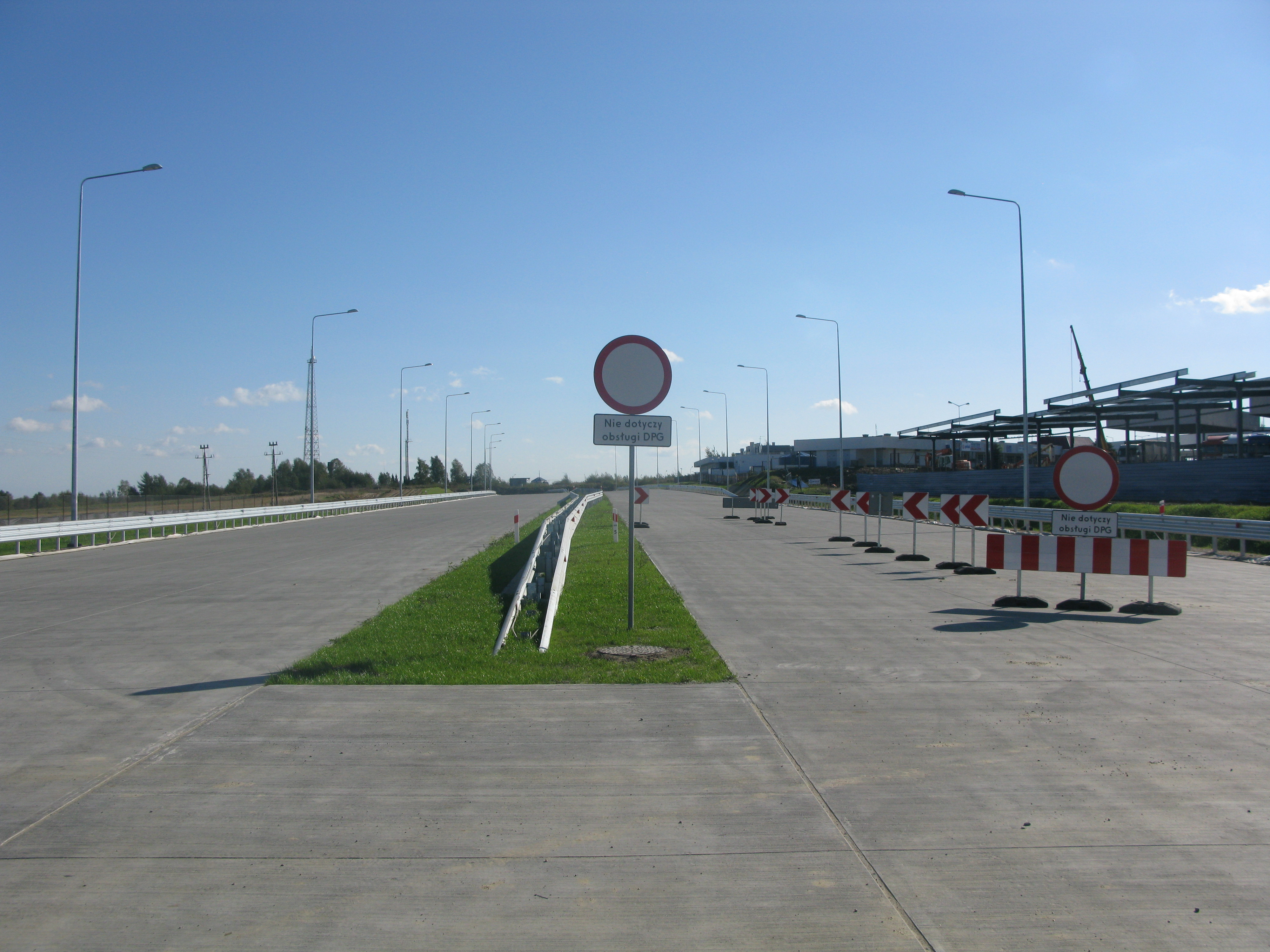
Korczowa – koniec wschodniego odcinka A4 przy granicy z Ukrainą

### Przemyśl – Korczowa
Odcinek długości 22 km do przejścia granicznego z Ukrainą. 3 marca 2009 Oddział GDDKiA w Rzeszowie ogłosił przetarg na budowę, 16 września 2009 zakończył się II etap przetargu wyborem greckiej firmy J&P Avax, a 4 listopada 2009 podpisano umowę na budowę tego odcinka.
Odcinek został oddany do ruchu 23 grudnia 2013 roku.